# Сессеньон, Райан
Куасси Райан Сессеньон (англ. Kouassi Ryan Sessegnon; родился 18 мая 2000 года, Рохамптон, Лондон) — английский футболист, вингер клуба «Фулхэм».

## Клубная карьера

### «Фулхэм»
Сессеньон является воспитанником футбольного клуба «Фулхэм». С сезона 2016/17 — игрок основного состава клуба. 16 августа 2016 года дебютировал в Чемпионшипе в поединке против «Лидса», выйдя в стартовом составе и проведя на поле весь матч. На момент дебюта Сессеньону было 16 лет и 88 дней. Спустя 4 дня, 20 августа, в поединке против «Кардиффа» Райан забил своей первый гол в профессиональном футболе.
11 марта 2017 года оформил свой первый «дубль» в карьере, это случись в матче против «Ньюкасл Юнайтед». Команда Райана выиграла со счетом 3:1. По итогам сезона 2016/2017 вошел в символическую сборную Чемпионшипа, сыграл в 26 матчах чемпионата, забил 5 мячей и отдал 2 голевые передачи.
28 июля 2017 года поменял свой «30» номер на «3-й».
В сезоне 2017/2018 забил свой первый гол 9 сентября снова в поединке против «Кардиффа». Его команда сыграла вничью 1:1.
21 ноября 2017 года в матче против «Шеффилд Юнайтед» оформил свой первый хет-трик в карьере. В этом матче «Фулхэм» выиграл со счётом 5:4.
В мае 2018 года Сессеньон был назван Футбольной лигой Англии лучшим футболистом сезона в Чемпионшипе. Также 17-летний защитник получил от EFL награду лучшему молодому игроку.

### «Тоттенхэм Хотспур»
8 августа 2019 года перешёл в «Тоттенхэм Хотспур» за 25 млн фунтов. Подписал с клубом пятилетний контракт. Дебютировал в клубе Райан в матче с «Эвертоном», который закончился со счётом 1:1. Дебют в Лиге чемпионов пришёлся на следующую игру, в которой он вышел на замену против «Црвены Звезды» и отдал голевую передачу на Кристиана Эриксена. Впервые Сессеньон вышел в стартовом составе на матч Лиги чемпионов в декабре против мюнхенской «Баварии», где он забил свой первый гол за клуб, этим самым став самым молодым игроком «Шпор», забившим за клуб в Лиге чемпионов.

## Международная карьера
Победитель чемпионата Европы 2017 года среди юношей до 19 лет. На турнире сыграл пять встреч, в том числе и финальную, во всех выходил в стартовом составе.

## Личная жизнь
Брат-близнец Райана, Стивен, выступает за «Чарльтон Атлетик»; в 2017 году он в составе сборной Англии до 17 лет выиграл чемпионат мира.
Также Райан является кузеном бенинского футболиста Стефана Сессеньона.

## Клубная статистика
| Выступление      | Выступление      | Выступление      | Лига | Лига | Кубок | Кубок | Кубок лиги | Кубок лиги | Прочие | Прочие | Итого | Итого |
| Клуб             | Лига             | Сезон            | Игры | Голы | Игры  | Голы  | Игры       | Голы       | Игры   | Голы   | Игры  | Голы  |
| ---------------- | ---------------- | ---------------- | ---- | ---- | ----- | ----- | ---------- | ---------- | ------ | ------ | ----- | ----- |
| Фулхэм           | Чемпионшип       | 2016/17          | 25   | 5    | 3     | 2     | 1          | 0          | 1      | 0      | 30    | 7     |
| Фулхэм           | Чемпионшип       | 2017/18          | 49   | 16   | 1     | 0     | 2          | 0          | 0      | 0      | 52    | 16    |
| Фулхэм           | Премьер-лига     | 2018/19          | 35   | 2    | 1     | 0     | 2          | 0          | 0      | 0      | 38    | 2     |
| Фулхэм           | Итого            | Итого            | 109  | 23   | 5     | 2     | 5          | 0          | 1      | 0      | 120   | 25    |
| Всего за карьеру | Всего за карьеру | Всего за карьеру | 109  | 23   | 5     | 2     | 5          | 0          | 1      | 0      | 120   | 25    |